# Чикиево
Чикиево — деревня в Белозерском районе Вологодской области.
Входит в состав Глушковского сельского поселения, с точки зрения административно-территориального деления — в Глушковский сельсовет.
Расстояние по автодороге до районного центра Белозерска составляет 10 км, до центра муниципального образования деревни Глушково — 3 км. Ближайшие населённые пункты — Есипово, Колодино, Садовая.
Население по данным переписи 2002 года — 25 человек (10 мужчин, 15 женщин). Преобладающая национальность — русские (88 %).